# František Laurinec
František Laurinec (* 19. August 1951 in Veľké Uherce, Tschechoslowakei) ist ein slowakischer Fußballfunktionär.
Als Spieler war František Laurinec lediglich für die Jugendmannschaften seines tschechoslowakischen Heimatvereines ŠK Veľké Uherce sowie für FK Iskra Partizánske aktiv.
Der Slowake entschied sich jedoch gegen eine weitere Fußballerlaufbahn und studierte Rechtswissenschaften an der Comenius-Universität Bratislava. Er besitzt den sogenannten kleinen Doktorgrad JUDr. sowie den akademischen Grad CSc. Laurinec leitet eine eigene Anwaltskanzlei.

## Karriere als Funktionär
Von 1989 bis 1993 arbeitete František Laurinec beim tschechoslowakischen Fußballverband Československý fotbalový svaz und danach bis 1998 als Vizepräsident beim slowakischen Fußballverband Slovenský futbalový zväz. In den Jahren 1999 bis 2010 war er Präsident dieses Verbandes. Seit 2009 ist er Mitglied des Exekutivkomitees der UEFA. Innerhalb der UEFA ist er zudem Vorsitzender der Kommission für den Status und Transfer von Spielern sowie für Spieler- und Spielvermittler. Zuvor war Laurinec bereits Experte, Mitglied und Vorsitzender in zahlreichen weiteren Ausschüssen.